# Gephyroctenus
Gephyroctenus es un género de arañas araneomorfas de la familia Ctenidae. Se encuentra en Sudamérica.

## Lista de especies
Según The World Spider Catalog 12.0:
- Gephyroctenus acre Polotow & Brescovit, 2008
- Gephyroctenus atininga Polotow & Brescovit, 2008
- Gephyroctenus divisor Polotow & Brescovit, 2008
- Gephyroctenus esteio Polotow & Brescovit, 2008
- Gephyroctenus juruti Polotow & Brescovit, 2008
- Gephyroctenus mapia Polotow & Brescovit, 2008
- Gephyroctenus panguana Polotow & Brescovit, 2008
- Gephyroctenus philodromoides Mello-Leitão, 1936
- Gephyroctenus portovelho Polotow & Brescovit, 2008